# Witvlekoogbladroller
De witvlekoogbladroller (Epinotia brunnichana) is een nachtvlinder uit de familie Tortricidae (bladrollers). 
De spanwijdte varieert van 18 tot 22 millimeter.